# 4178 Мімеєв
4178 Мімеєв (4178 Mimeev, 1988 EO1, 1957 WB, 1977 KY1, 1979 UO3) — астероїд головного поясу, відкритий 13 березня 1988 року.
Тіссеранів параметр щодо Юпітера — 3,174.